# Dumka (distrikt)
Dumka är ett distrikt i Indien.   Det ligger i delstaten Jharkhand, i den östra delen av landet, 1 100 km öster om huvudstaden New Delhi. Antalet invånare är 1 321 442.
Följande samhällen finns i Dumka:
- Dumka